# Binnya Dhammaraza
Cette page contient des caractères spéciaux ou non latins. S’ils s’affichent mal (▯, ?, etc.), consultez la page d’aide Unicode.
Binnya Dhammaraza (birman ဗညားဓမ္မရာဇာ, bəɲá dəma̰jàzà, † 1424) fut le dixième souverain du royaume d'Hanthawaddy, en Basse-Birmanie. Il régna durant trois années tumultueuses de 1422 à 1424. Couronné à la mort de son père Razadarit dans un accident de chasse, il dut faire face à la révolte de ses frères cadets Binnya Ran et Binnya Kyan et à des invasions du Royaume d'Ava, les derniers soubresauts de la Guerre de Quarante ans (1385-1424). Ils survécut à celles-ci, mais pas à la traîtrise de ses frères. En 1426, il fut empoisonné par son frère Binnya Ran, qui lui succéda sur le trône.

## Règne
Né dans les années 1390, Binnya Dhammaraza fut confronté dès sa montée sur le trône à la révolte de ses frères cadets Binnya Ran et Binnya Kyan. Il apaisa le premier en le nommant prince héritier et gouverneur de Pathein (Bassein) et du delta de l'Irrawaddy. Binnya Kyan invita le roi d'Ava Thihathu à venir à son aide, mais il fut déçu de voir ses troupes attaquer et piller des villes. Binnya Dhammaraza l'apaisa à son tour en le nommant gouverneur de Martaban. Des trois provinces du royaume, il ne lui restait plus que celle de Pégou.
Ses efforts pour acheter la paix en donnant des territoires à ses frères ne furent pas couronnés de succès. Binnya Kyan gouverna Martaban en roi indépendant. En 1423, Binnya Ran étendit son territoire en occupant le nord de l'actuelle Rangoon (y compris la pagode Shwedagon), qui faisait partie de la province de Pégou. Lorsque les armées d'Ava occupèrent Dala, à l'ouest de Rangoon, Binnya Ran offrit sa sœur Shin Sawbu à Thihathu pour acheter la paix. En 1426, il empoisonna Binnya Dhammaraza et devint le onzième roi d'Hanthawaddy.
Vingt-cinq ans plus tard, un des fils de Binnya Dhammaraza, Binnya Kyan, monta à son tour sur le trône (1450-1453).